# アルテ・ブリュッケ
アルテ・ブリュッケ (ドイツ語: Alte Brücke) は、ドイツ南西部の都市、ハイデルベルクにある石造の橋。「アルテ・ブリュッケ」は、ドイツ語で「古い橋」を意味する。カール・テオドール橋とも呼ばれる。

## 概要
ハイデルベルクの中央付近を流れるネッカー川に架かっており、旧市街と新市街を結んでいる。全長は198.5メートルあり、石造のアーチを9つ連続させている。橋の幅員は、一般部でおよそ8メートルであり、車道部、歩道部、欄干で構成されている。橋脚部にはテラスが設けられている。

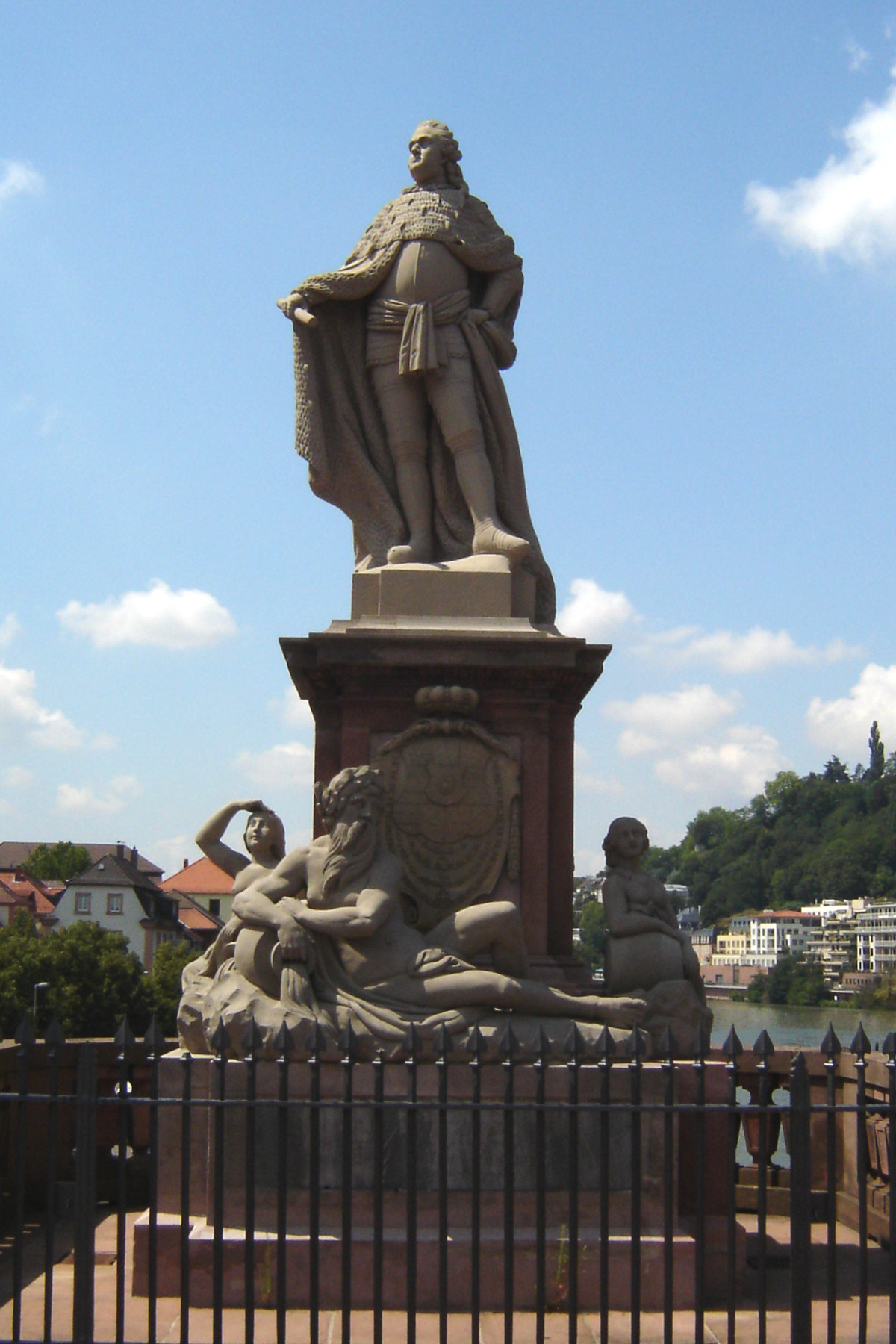
カール・テオドールの像

橋脚の上流側は、尖った形になっているが、これは水圧を分散させるための工夫である。道路の進行方向に対して垂直方向に勾配が設けられており、歩車道の境界部分には排水桝が設けられている。
旧市街側（左岸側）から2番目の橋脚には、バイエルン選帝侯で橋の建造者であるカール・テオドールの像が設置されており、その橋脚の側面には、過去の洪水の水位が表示されている。旧市街側から7番目の橋脚には、知恵を司る女神であり、ハイデルベルクの守護神でもあるパラス・アテーナーの像が設置されている。
旧市街側には、かつては城壁の一部を構成していた橋門があり、左右には、白い壁をもつ2つのブリュッケン・トーア（Brückentor, 橋塔）が建てられているが、これらは、見張りのために使われていたものである。橋門の西側にある広場には、左手に持った鏡を差し出すような姿をしたブロンズ製のサルの像、ブリュッケン・アッフェ（Brückenaffe, 橋のサル）が設置されている。

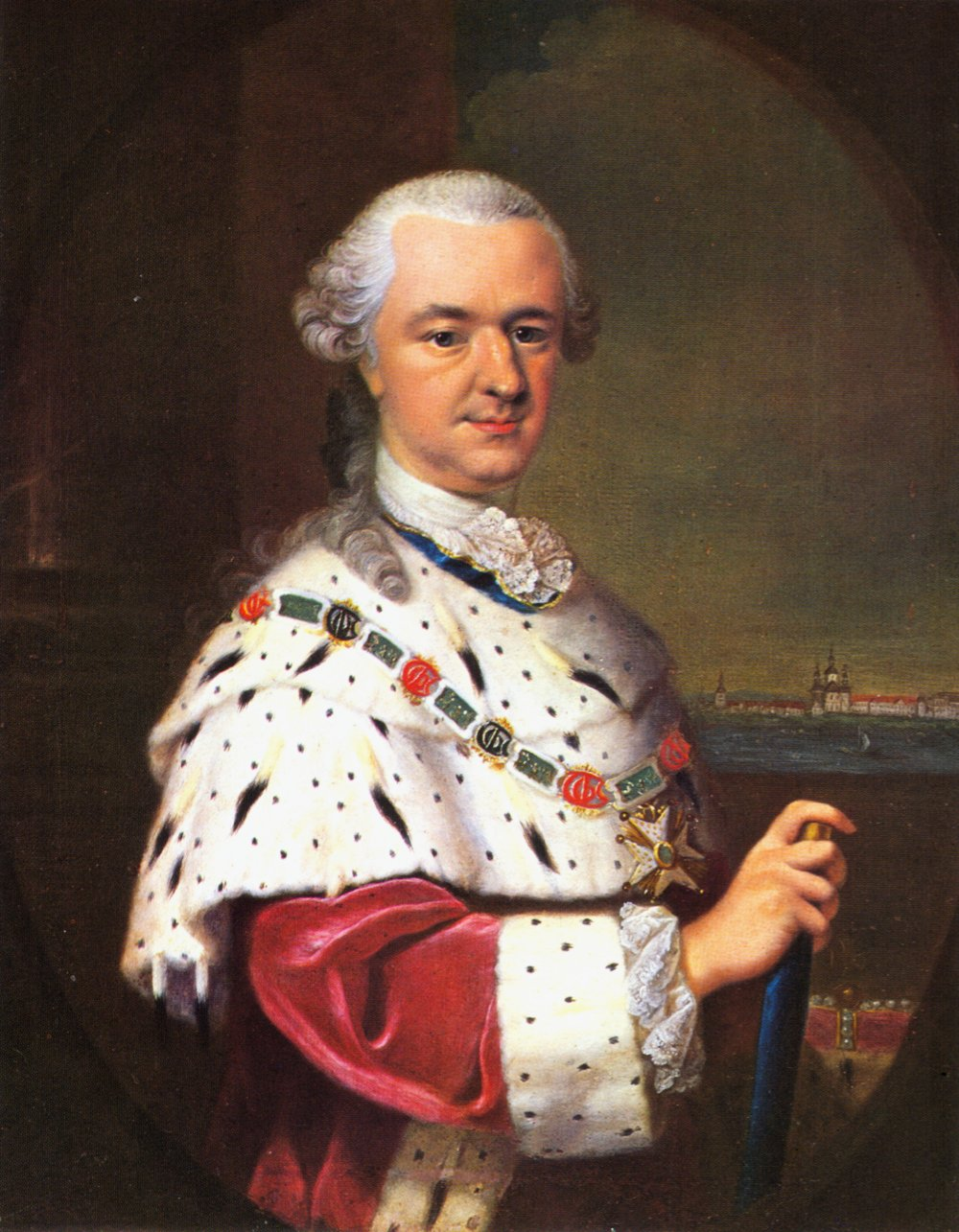
カール・テオドール

## 歴史
もともと、この場所には、橋脚は石造、橋桁は木造の橋が架かっており、橋は屋根で覆われていたが、1784年2月27日に発生したネッカー川の洪水によって流失した。カール・テオドールの命令により、1786年から1788年にかけて石橋が建造された。
1945年3月29日に行われた爆破によって、旧市街側から5番目と6番目の2つの橋脚が吹き飛ばされ、同じく5番目から7番目の3つのアーチが崩落した。この爆破は、アメリカ軍が街に侵入してくるのを遅らせる目的で、ドイツ軍が行ったものである。その後、修復工事が行われ、1947年に再建が完了した。

## 周辺
橋は、ハイデルベルク中央駅から北東約2キロメートルの場所に位置する。橋からは、かつてプファルツ国を統治していた選帝侯の居城であったハイデルベルク城を望むことができる。旧市街には、マルクト広場 (de:Marktplatz (Heidelberg)) や聖霊教会などがある。